# Serhij Kuznecov (calciatore)
Serhij Serhijovyč Kuznecov (in ucraino Сергій Сергійович Кузнецов?; Charkiv, 31 agosto 1982) è un allenatore di calcio ed ex calciatore ucraino, di ruolo attaccante, tecnico del Diósgyőr.

## Palmarès

### Giocatore

#### Club
- Vyšėjšaja Liha: 1

Homel': 2003
- Campionato moldavo: 1

Sheriff Tiraspol: 2003-2004
- Supercoppa di Moldavia: 1

Sheriff Tiraspol: 2004
- Perša Liha: 1

Sevastopol': 2012-2013

#### Individuale
- Capocannoniere dell'A Lyga: 1

2006 (18 reti)
- Capocannoniere della Perša Liha': 1

2012-2013 (18 reti)